# Coenotephria verberata
Coenotephria verberata är en fjärilsart som beskrevs av Giovanni Antonio Scopoli 1763. Coenotephria verberata ingår i släktet Coenotephria och familjen mätare. Inga underarter finns listade i Catalogue of Life.